# 倫敦猶太人博物館

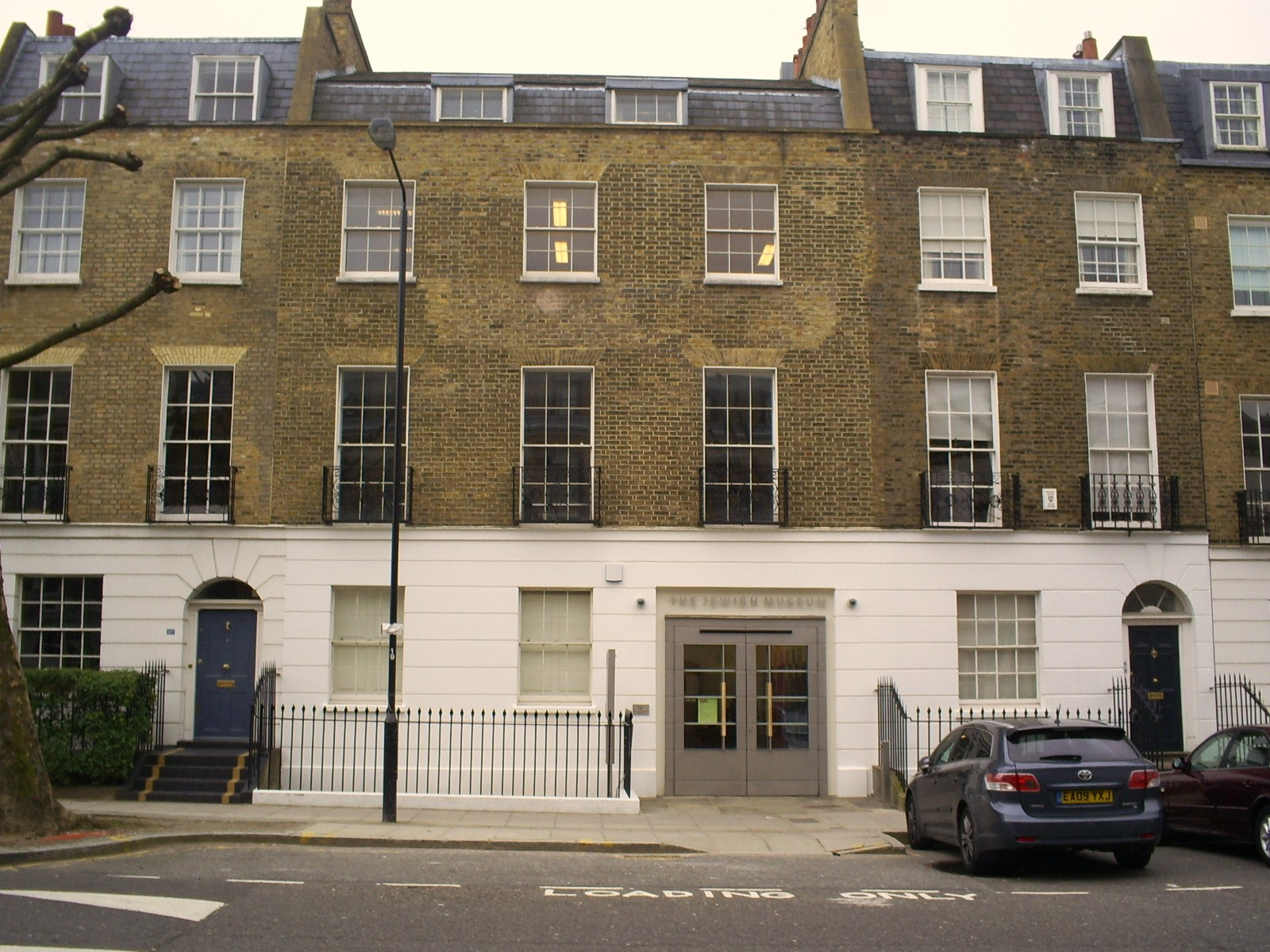
倫敦猶太人博物館外觀

倫敦猶太人博物館（Jewish Museum London）是一座展示英國猶太人生活、歷史和認同的博物館，位於倫敦北部康登倫敦自治市。

## 历史
倫敦猶太人博物館成立於1932年，當時位於布魯姆斯伯里。1935年，倫敦猶太人博物館搬遷到現在的地址。

## 外部連結
- 官方网站